# 灰叶蛇根草
灰叶蛇根草（学名：Ophiorrhiza cana）是茜草科蛇根草属的植物，为中国的特有植物。分布于中国大陆的云南等地，生长于海拔700米的地区，见于山脚潮湿地，目前尚未由人工引种栽培。